# Робин Гуд и отчаянный монах

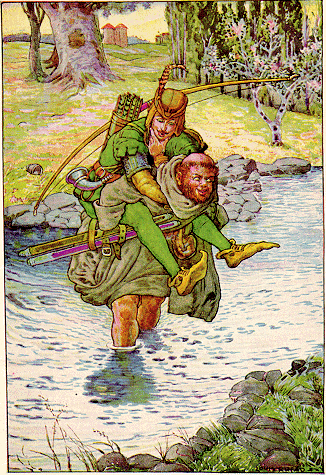
«The friar took Robin on his back». Иллюстрация Джона Луиса Рида к его книге Bold Robin Hood and His Outlaw Band: Their Famous Exploits in Sherwood Forest (1912).

«Робин Гуд и отчаянный монах» (англ. Robin Hood and the Curtal Friar, Child 123, Roud 1621) — английская народная баллада, входящая в цикл баллад о Робин Гуде, которая повествует о встрече Робина с монашествующим братом (англ. friar), в современных версиях истории известном как брат Тук. Первая известная её запись содержится в плохо сохранившемся манускрипте, найденном Томасом Перси и датируемом серединой XVII века; более чем половина текста здесь вырвана (когда Перси нашёл рукопись, та использовалась для растопки), а оставшаяся часть озаглавлена Robin Hood and Fryer Tucke. Расширенные версии баллады появляются в нескольких дешёвых изданиях XVIII века. Фрэнсис Джеймс Чайлд в своём собрании приводит два варианта её текста.
На русский язык балладу среди прочих переводил Игнатий Михайлович Ивановский.

## Сюжет
Погожим летним днём Робин Гуд и его лесные стрелки соревнуются в ловкости и меткости. Впечатлённый способностями своих товарищей, Робин замечает, что, должно быть, в окрестности сотни миль нет человека, способного с ними сравниться. На это Уилл Скарлет со смехом отвечает, что такой человек есть, и живёт он неподалёку, в Фаунтинском аббатстве (англ. Fountains Abbey). Робин намерен встретиться с ним — он вооружается и отправляется в путь. Подойдя к аббатству, он видит у речного берега вооружённого человека — монашествующего брата. Спешившись с лошади, Робин, угрожая встречному, требует перенести себя через реку. Тот молча выполняет требование, но на другом берегу обращает такое же к бывшему пассажиру. Робин переносит его, но затем ситуация повторяется. Взяв стрелка на закорки второй раз и войдя с ним в воду, монах сбрасывает того в поток. Робин вылезает из воды и пускает в обидчика стрелу. Тот легко отражает её щитом и отпускает насмешку. Когда у главаря разбойников заканчиваются стрелы для стрельбы, противники сходятся в рукопашном бою. Они сражаются шесть часов кряду, после чего Робин признаёт своё поражение. Он просит протрубить в свой рог, и на зов из леса является полсотни вольных стрелков. Монах в свою очередь свистит в кулак, чем призывает себе на помощь такое же количество крупных и свирепых псов. Животные ловят стрелы зубами, пока в дело не вступает Маленький Джон. С помощью своего лука он укладывает половину своры, и тогда монах идёт на попятный. Они с Робин Гудом заключают дружеское соглашение.
Хотя в финале монах устанавливает с Робин Гудом дружеские отношения, в других балладах действующий заодно с лесными стрелками церковник практически не встречается. Исключение составляет литературная баллада «Робин Гуд и королева Кэтрин» (англ. Robin Hood and Queen Catherin, Child 145), также в балладе «Робин Гуд делит золото» (англ. Robin Hood's Golden Prize, Child 147) предводитель разбойников сам изображает брата из ордена. Хотя на первый взгляд текст является комическим и весёлым, мотивы воителя-святого, сверхъестественно сильных псов и конфликта, разворачивающегося на броде через реку, могут уходить своими корнями в мифическое прошлое.